# 阿扎特河
40°9′32″N 44°47′48″E / 40.15889°N 44.79667°E

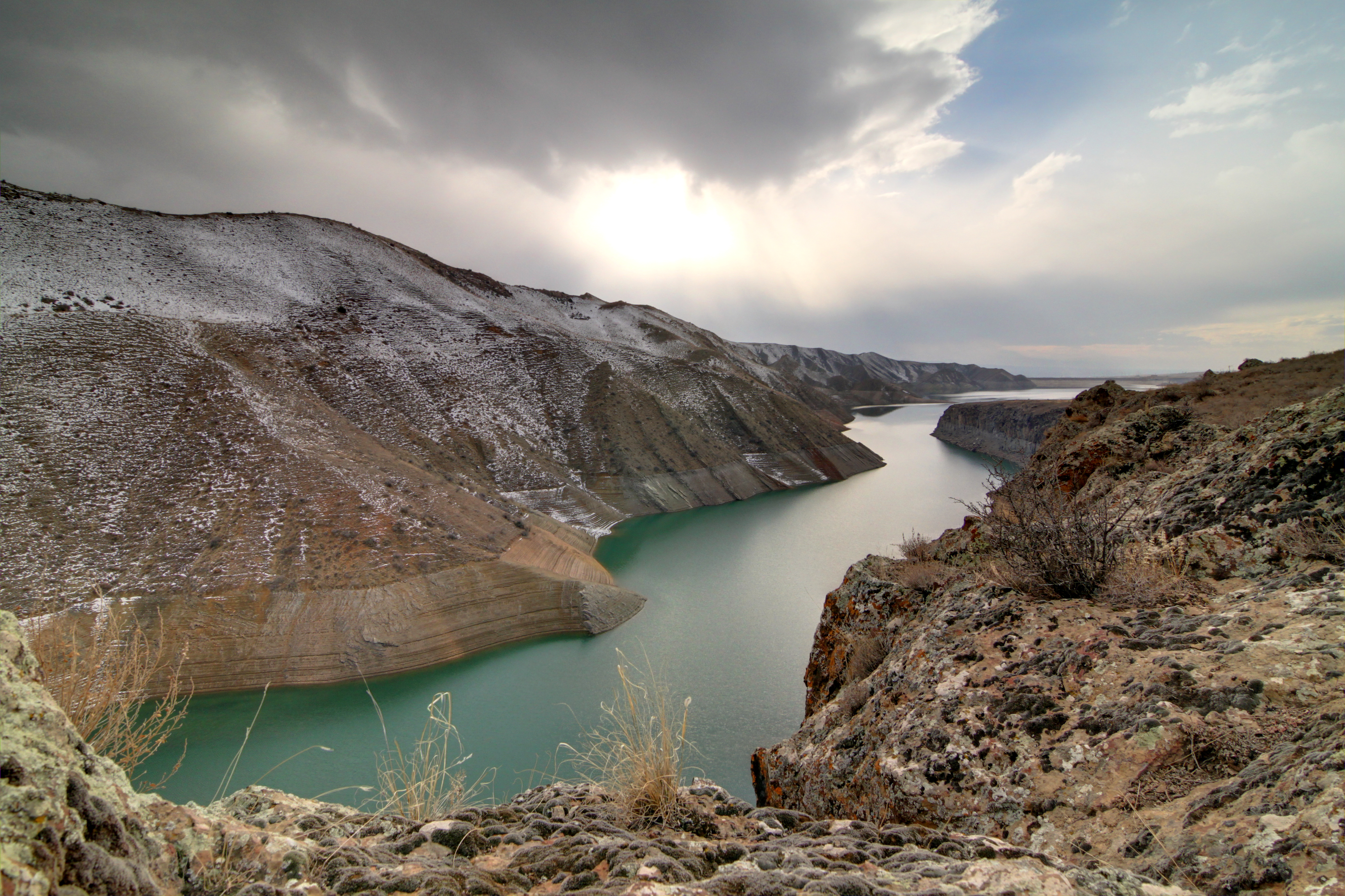

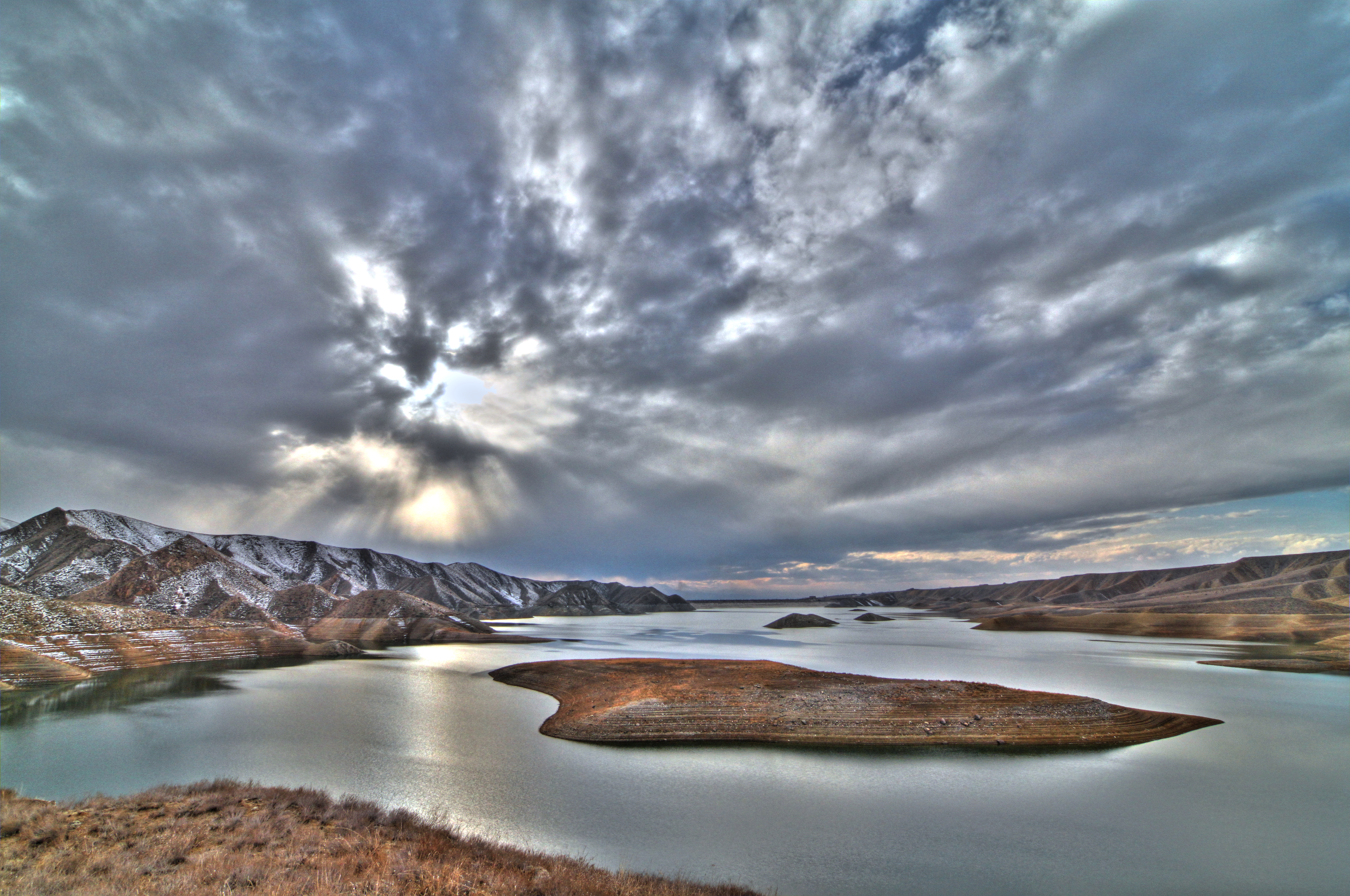

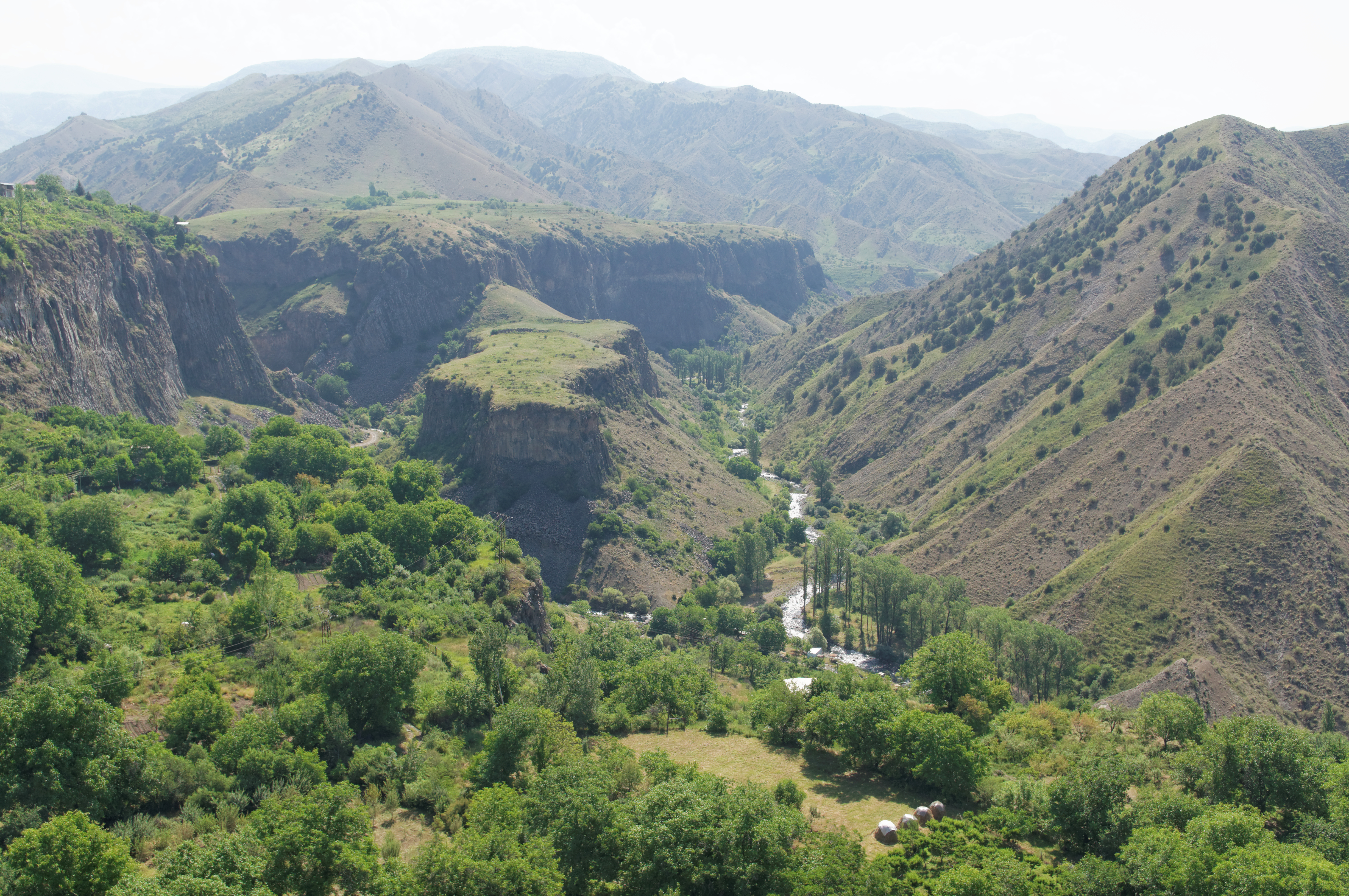

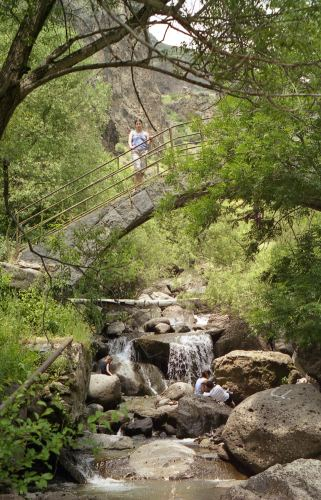

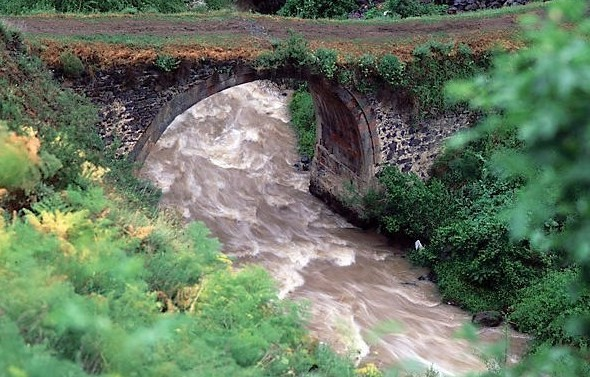

阿扎特河，是亞美尼亞的河流，位於該國中部，由科泰克州負責管轄，是阿拉斯河的左支流，流經亞拉拉特州和科泰克州，河道全長55公里，流域面積572平方公里。阿扎特（Ազատ）是亚美尼亚语中的波斯语借词，意为“自由”。